# Karl Thallinger
Karl Thallinger (né le 29 août 1909 à Vienne et mort à une date inconnue,) est un coureur cycliste autrichien, actif dans les années 1920 et 1930.

## Biographie
En 1930, Karl Thallinger termine sixième du championnat du monde amateurs à Liège. Il court ensuite chez les professionnels de 1932 à 1936. Ami de Max Bulla, il dispute à deux reprises le Tour de France, sans toutefois connaître la réussite de son compatriote. Il participe également à la première édition du Tour d'Espagne, où il se classe cinquième de deux étapes.

## Palmarès
- 1929
  - 2e de Prague-Karlovy Vary-Prague
- 1930
  - 6e du championnat du monde sur route amateurs
- 1932
  - 1re étape du Circuit des villes d'eaux d'Auvergne (contre-la-montre par équipes)
- 1934
  - Grand Prix du Faucigny[3]

## Résultats sur les grands tours

### Tour de France
2 participations
- 1933 : éliminé (10e étape)
- 1936 : abandon (9e étape)

### Tour d'Espagne
1 participation
- 1935 : 25e